# Discaria serratifolia
Discaria serratifolia là một loài thực vật có hoa trong họ Táo. Loài này được Benth. & Hook.f. ex Mast. mô tả khoa học đầu tiên năm 1876.